# Kuleje (przystanek kolejowy)
Kuleje – przystanek kolejowy w Kulejach, w województwie śląskim, w Polsce. Przystanek położony jest na linii kolejowej nr 181.

## Ruch pasażerski
| Rok  | Wymiana pasażerska na dobę |
| ---- | -------------------------- |
| 2017 | 20-49                      |
| 2022 | 10-19                      |

## Połączenia bezpośrednie
- Katowice
- Kępno
- Krzepice
- Tarnowskie Góry
- Wieluń